# 生态学：袖珍指南
《生态学：袖珍指南》（Ecology: A pocket guide，1998年初版，2008年修订）是欧内斯特·卡伦巴赫于20世纪写的一本读物。
书中呼喊道：“世界将堕入地狱，除非你到那儿去抗议！”。书末，作者乐观地面对生态意识的觉醒：“在历史的某些伟大的转折点，核心价值观变得枯竭耗尽，或存在一些问题，人们于是设计出新的价值观，希望使他们能活得更好。随着资本主义的兴盛，西方人采纳了这样的信念，即技术能解决我们的一切问题，并且技术是生活中最重要的东西，而宗教和文化则成了次要的了。目前，许多美国人正在寻求逃避扩张主义的工业文明价值观（体现在大增长的主要观念），并在与生态相联系的价值观（体现在可持续性的核心理念）下生活的方式。”